# Dominik Köpfer
Dominik Koepfer, né le 29 avril 1994 à Furtwangen en Allemagne, est un joueur de tennis allemand, professionnel depuis 2016.

## Carrière

### Débuts
Dominik Köpfer commence le tennis à Villingen, où il joue pendant douze années. Après son baccalauréat en 2012, il part aux États-Unis, à l'Université Tulane à La Nouvelle-Orléans. En 2015, il remporte le titre de College Tennis USTA/ITA National Intercollegiate Indoor Championships, en simple.

### 2017-2018. Débuts en tournois Futures et Challenger
En 2017, Dominik Köpfer continue sa carrière par des titres Futures à Orlando et à Champaign. Il dispute sa première finale de Challenger à San Francisco mais s'incline face au Taïwanais Jason Jung.
En août 2017, il dispute son premier tournoi sur le circuit principal à Winston-Salem en tant que lucky loser. Il ne passe pas le premier tour car il perd face à l'Argentin Horacio Zeballos en deux sets.
En 2018, il dispute à nouveau le tournoi de Winston-Salem, encore en tant que lucky loser mais cette fois-ci, exempté du premier tour, il remporte son premier match sur le circuit principal face à l'Américain Tennys Sandgren en deux sets. Il s'incline ensuite face au Japonais Taro Daniel en deux tie-breaks.

### 2019. Révélation, premier titre Challenger à Ilkley, 1/8 de finale à l'US Open et convocation à la Coupe Davis
En juillet, Dominik Köpfer remporte son premier tournoi Challenger à Ilkley, en battant respectivement l'Australien Marc Polmans, l'Allemand Yannick Maden, le Taïwanais Jason Jung, le Français Ugo Humbert, le Japonais Go Soeda et en finale l'Autrichien Dennis Novak. Ce titre lui permet d'obtenir une wild card pour le tournoi du Grand Chelem de Wimbledon 2019. Lors du premier tour, il se défait du Serbe Filip Krajinović en quatre sets, et s'incline au tour suivant face à l'Argentin Diego Schwartzman en trois sets.
En août, il se qualifie pour le tournoi de Cabo San Lucas mais perd au premier tour face à l'Américain Taylor Fritz en deux sets.
Lors de l'US Open 2019, il réussit à se qualifier pour le tableau principal. Au premier tour, il bat l'Espagnol Jaume Munar en quatre sets, puis au second tour l'Américain Reilly Opelka en trois sets, et enfin au troisième il crée une énorme surprise en battant le Géorgien Nikoloz Basilashvili (alors 18e joueur mondial) en quatre sets. Il est le premier qualifié à atteindre les huitièmes de finale en tournoi du Grand Chelem depuis le Letton Ernests Gulbis à Wimbledon 2018. Il est finalement battu par le Russe Daniil Medvedev, futur finaliste.
En septembre, il parvient à se qualifier pour l'ATP 250 de Zhuhai. Malgré un tirage largement à sa portée, il s'incline face au Chinois en progression, Zhizhen Zhang en deux sets.
Le 21 octobre, l'équipe d'Allemagne de Coupe Davis, à la suite d'un désaccord avec Alexander Zverev, le convoque pour la phase finale de la Coupe Davis qui débute le 21 novembre.

### 2020. Quart de finale en Masters 1000
En septembre, alors qu'il n'a jamais remporté de match sur terre battue sur le circuit principal, il se qualifie pour les quarts de finale du Masters de Rome après avoir battu au second tour pour la première fois un joueur du top 10, le 9e mondial Gaël Monfils. Il s'y incline contre le no 1 mondial Novak Djokovic après avoir remporté le second set (3-6, 6-4, 3-6).

## Palmarès

### Finale en double
| No | Date       | Nom et lieu du tournoi                          | Catégorie | Dotation  | Surface    | Vainqueurs                               | Partenaire    | Score    |          |
| -- | ---------- | ----------------------------------------------- | --------- | --------- | ---------- | ---------------------------------------- | ------------- | -------- | -------- |
| 1  | 31-07-2023 | Mifel Tennis Open by Telcel Oppo Cabo San Lucas | ATP 250   | 852 480 $ | Dur (ext.) | Santiago González Édouard Roger-Vasselin | Andrew Harris | 6-4, 7-5 | Parcours |

## Parcours dans les tournois duGrand Chelem

### En simple
| Année | Open d'Australie | Open d'Australie | Internationaux de France | Internationaux de France | Wimbledon       | Wimbledon          | US Open         | US Open         |
| ----- | ---------------- | ---------------- | ------------------------ | ------------------------ | --------------- | ------------------ | --------------- | --------------- |
| 2018  | —                | —                | —                        | —                        | Q3              | Norbert Gombos     | —               | —               |
| 2019  | Q2               | Lloyd Harris     | Q2                       | Simone Bolelli           | 2e tour (1/32)  | D. Schwartzman     | 1/8 de finale   | Daniil Medvedev |
| 2020  | 1er tour (1/64)  | Pedro Martínez   | 2e tour (1/32)           | S. Wawrinka              | Annulé          | Annulé             | 1er tour (1/64) | Taylor Fritz    |
| 2021  | 2e tour (1/32)   | Dominic Thiem    | 3e tour (1/16)           | Roger Federer            | 3e tour (1/16)  | R. Bautista-Agut   | 2e tour (1/32)  | Daniil Medvedev |
| 2022  | 2e tour (1/32)   | Reilly Opelka    | —                        | —                        | 1er tour (1/64) | Daniel Elahi Galán | —               | —               |
| 2023  | —                | —                | —                        | —                        | 1er tour (1/64) | Oscar Otte         | 1er tour (1/64) | Carlos Alcaraz  |
| 2024  | 1er tour (1/64)  | Alexander Zverev | 1er tour (1/64)          | Daniil Medvedev          | —               | —                  | 1er tour (1/64) | A. Shevchenko   |
| 2025  | 1er tour (1/64)  | Jordan Thompson  |                          |                          |                 |                    |                 |                 |

N.B. : à droite du résultat se trouve le nom de l'ultime adversaire.

### En double messieurs
| Année | Open d'Australie            | Open d'Australie        | Internationaux de France     | Internationaux de France | Wimbledon                  | Wimbledon               | US Open                     | US Open             |
| ----- | --------------------------- | ----------------------- | ---------------------------- | ------------------------ | -------------------------- | ----------------------- | --------------------------- | ------------------- |
| 2021  | 2e tour (1/16) T. Sandgren  | M. Daniell P. Oswald    | 2e tour (1/16) E. Ruusuvuori | W. Koolhof J.-J. Rojer   | 2e tour (1/16) R. Berankis | R. Klaasen B. McLachlan | 1/8 de finale E. Ruusuvuori | J. Murray B. Soares |
| 2022  | 2e tour (1/16) J.-L. Struff | Ariel Behar G. Escobar  | —                            | —                        | —                          | —                       | —                           | —                   |
|       |                             |                         |                              |                          |                            |                         |                             |                     |
| 2024  | 1/2 finale Y. Hanfmann      | S. Bolelli A. Vavassori | 2e tour (1/16) Y. Hanfmann   | Forfait                  |                            |                         |                             |                     |

N.B. : le nom du partenaire se trouve sous le résultat ; le nom des ultimes adversaires se trouve à droite.

## Parcours dans lesMasters 1000
| Année | Indian Wells           | Miami                     | Monte-Carlo            | Madrid                | Rome                      | Canada | Cincinnati         | Shanghai | Paris                    |
| ----- | ---------------------- | ------------------------- | ---------------------- | --------------------- | ------------------------- | ------ | ------------------ | -------- | ------------------------ |
| 2020  | n.o.                   | n.o.                      | n.o.                   | n.o.                  | 1/4 de finale N. Djokovic | n.o.   | —                  | n.o.     | —                        |
| 2021  | 1er tour Ruusuvuori    | 1er tour H. Gaston        | 1er tour M. Cecchinato | 2e tour C. Garín      | —                         | —      | 2e tour P. Carreño | n.o.     | 1/8 de finale H. Hurkacz |
| 2022  | 2e tour A. Rublev      | 1er tour M. McDonald      | —                      | —                     | —                         | —      | —                  | —        | —                        |
|       |                        |                           |                        |                       |                           |        |                    |          |                          |
| 2024  | 1er tour A. Shevchenko | 1/8 de finale D. Medvedev | 1er tour T. Griekspoor | 1er tour R. Carballés | 3e tour T. Paul           |        |                    |          |                          |

N.B. : sous le résultat se trouve le nom de l’ultime adversaire.

## Victoires sur le top 10
Toutes ses victoires sur des joueurs classés dans le top 10 de l'ATP lors de la rencontre.
| Légende               |
| Grand Chelem          |
| Masters 1000          |
| ATP 500               |
| ATP 250               |
| Coupe Davis / ATP Cup |

| # | D.K.  | Tournoi | Année | Surface      | Adversaire   | Rang | Tour | Score    |
| - | ----- | ------- | ----- | ------------ | ------------ | ---- | ---- | -------- |
| 1 | no 97 | Rome    | 2020  | Terre (ext.) | Gaël Monfils | no 9 | 1/16 | 6-2, 6-4 |

## Classements ATP en fin de saison
| Année          | 2015 | 2016 | 2017 | 2018 | 2019 | 2020 | 2021 | 2022 | 2023 |
| Rang en simple | 1760 | 579  | 284  | 156  | 94   | 66   | 54   | 201  | 77   |
| Rang en double | –    | 672  | 392  | 833  | 313  | 408  | 105  | 479  | 381  |

Source : (en) Classements de Dominik Köpfer sur le site officiel de la Fédération internationale de tennis